# Țicleni
Ticleni là một thị xã thuộc hạt Gorj, România. Dân số thời điểm năm 2002 là 5273 người.